# 9965 GNU
9965 GNU è un asteroide della fascia principale. Scoperto nel 1992, presenta un'orbita caratterizzata da un semiasse maggiore pari a 2,4174380 UA e da un'eccentricità di 0,1711772, inclinata di 12,19389° rispetto all'eclittica.
L'asteroide è dedicato al sistema operativo GNU.